# Peseux NE
| NE ist das Kürzel für den Kanton Neuenburg in der Schweiz. Es wird verwendet, um Verwechslungen mit anderen Einträgen des Namens Peseux zu vermeiden. |

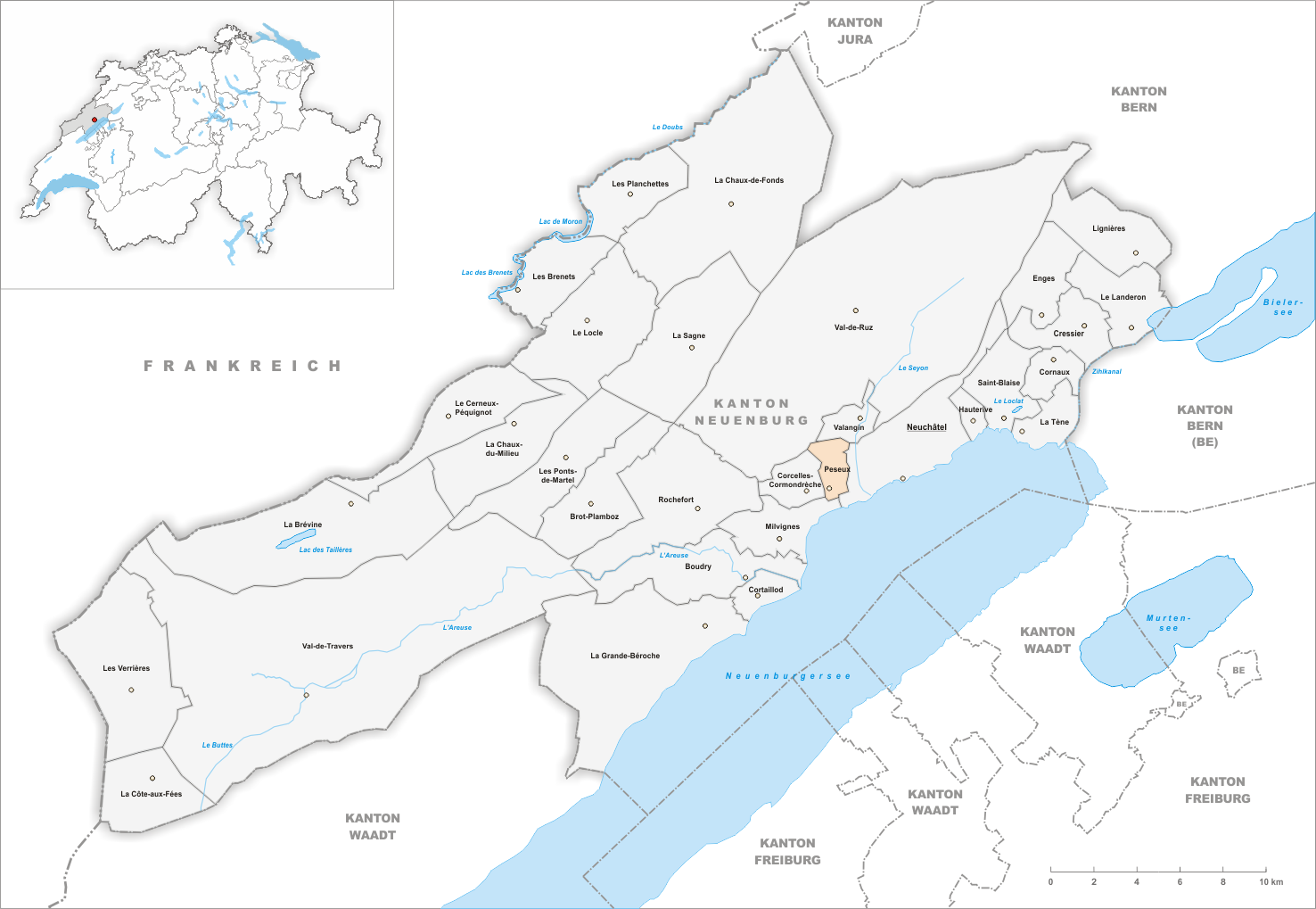
Gemeindestand vor der Fusion am 1. Januar 2021

Peseux ist eine Ortschaft in der Gemeinde Neuenburg des Kantons Neuenburg in der Schweiz. Am 1. Januar 2021 fusionierte Peseux mit den ehemaligen Gemeinden Corcelles-Cormondrèche und Valangin zur Gemeinde Neuenburg.

## Geographie
Peseux liegt auf 543 m ü. M., 3 km westlich des Stadtzentrums von Neuenburg (Luftlinie). Der Ort erstreckt sich auf einer Geländeterrasse am Jurasüdhang, in aussichtsreicher Lage rund 120 m über dem Seespiegel des Neuenburgersees.
Die Fläche des ehemaligen, 3,4 km² grossen Gemeindegebiets umfasste einen Abschnitt am Südhang der vordersten Jurakette. Der Gemeindeboden erstreckte sich von der Terrasse von Peseux nordwärts den bewaldeten Hang hinauf (Forêt de Peseux) bis auf die Antiklinale, welche das Val de Ruz im Süden begrenzt. Im Westen reichte das Gebiet zur Höhe von Serroue (mit 805 m ü. M. höchster Punkt von Peseux), im Osten teilweise bis an den Rand der Gorges du Seyon, des klusartigen Durchbruchstals des Seyon durch die Jurakette. Von der Gemeindefläche entfielen 1997 27 % auf Siedlungen, 70 % auf Wald und Gehölze und 3 % auf Landwirtschaft.
Nachbargemeinden von Peseux waren Milvignes, Corcelles-Cormondrèche, Val-de-Ruz, Valangin und Neuenburg.

Historisches Luftbild von Walter Mittelholzer von 1926

## Bevölkerung
| Bevölkerungsentwicklung | Bevölkerungsentwicklung |
| Jahr                    | Einwohner               |
| ----------------------- | ----------------------- |
| 1850                    | 611                     |
| 1900                    | 1344                    |
| 1950                    | 3338                    |
| 1960                    | 4933                    |
| 1970                    | 5578                    |
| 1980                    | 5212                    |
| 1990                    | 5139                    |
| 2000                    | 5387                    |

Mit 5813 Einwohnern (Stand 31. Dezember 2018) war Peseux bevölkerungsmässig eine der grössten Gemeinden des Kantons Neuenburg. Von den Bewohnern waren 82,9 % französischsprachig, 4,0 % italienischsprachig und 3,9 % deutschsprachig (Stand 2000). Die Bevölkerungszahl von Peseux stieg besonders in der Zeit von 1900 bis 1970 stark an. Danach gab es während einiger Zeit einen rückläufigen Trend. Seit 1990 wird erneut ein kontinuierliches, aber langsames Wachstum verzeichnet. Das Siedlungsgebiet von Peseux ist lückenlos mit denjenigen von Neuenburg und Corcelles-Cormondrèche zusammengewachsen.

## Politik
Bis zur Fusion bildete der conseil général (Generalrat) die Legislative. Die 41 Mitglieder wurden alle vier Jahre im Proporz gewählt. Als Exekutive fungierte der conseil communal (Gemeinderat), dem fünf Mitglieder angehörten.
Die Stimmenanteile der Parteien anlässlich der Nationalratswahl 2015 betrugen: FDP 29,6 %, SP 24,5 %, SVP 20,9 %, GPS 7,4 %, PdA 7,4 %, glp 4,1 %, CVP 2,5 %, BDP 1,7 %, Liste du vote blanc 1,0 %.

## Wirtschaft
Peseux war lange Zeit ein Marktflecken und Weinbaudorf. Heute spielen die Landwirtschaft mit dem Weinbau nur noch eine marginale Rolle. Seit der zweiten Hälfte des 18. Jahrhunderts fand eine allmähliche Industrialisierung statt. Fast das ganze nicht bewaldete Gebiet ist überbaut. Es gibt zahlreiche kleinere und mittlere Industrieunternehmen. Der Hauptanteil der Erwerbstätigen ist jedoch im Dienstleistungssektor beschäftigt.

## Verkehr
Die Ortschaft ist verkehrsmässig gut erschlossen. Sie liegt an der Hauptstrasse von Neuenburg in das Val de Travers und weiter über den Grenzübergang von Les Verrières nach Pontarlier in Frankreich. Am 1. Dezember 1859 wurde die Eisenbahnlinie Neuenburg – La Chaux-de-Fonds mit einem Bahnhof bei Peseux eingeweiht. Für die Feinverteilung im öffentlichen Verkehr sorgen die Autobuslinie von Neuenburg via Les Ponts-de-Martel nach Le Locle und die Verkehrsmittel der Transports en commun de Neuchâtel et environs, darunter auch die Linie 1 des Trolleybus Neuenburg.

## Geschichte
Die erste urkundliche Erwähnung des Ortes erfolgte 1191 unter dem Namen Pusus. In der Folgezeit erschienen zahlreiche weitere Schreibweisen: Pusoz (1195), Posoys (1277), Poysous (1281), Pusue (1289), Pisuel (1356), Pisoul (1373), Pissuex (1403), Peseulx (1416), Puseux (1437), Pissouz (1439), Pusieux (1465) und schliesslich 1466 der heutige Name. Der Ortsname geht vermutlich auf das lateinische Wort puteus (Brunnen, Zisterne) zurück.
Peseux stand seit dem 13. Jahrhundert unter der Oberhoheit der Grafen von Neuenburg. Seit 1648 war Neuenburg Fürstentum und ab 1707 durch Personalunion mit dem Königreich Preussen verbunden. 1806 wurde das Gebiet an Napoleon I. abgetreten und kam 1815 im Zuge des Wiener Kongresses an die Schweizerische Eidgenossenschaft, wobei die Könige von Preussen bis zum Neuenburgerhandel 1857 auch Fürsten von Neuenburg blieben. Die Gemeinde gehörte bis 1848 zur Mairie La Côte, seither zum Bezirk Boudry.

## Sehenswürdigkeiten
Die reformierte Kirche von Peseux besitzt einen Turm von 1737, das Kirchenschiff stammt von 1899. Im alten Ortskern sind zahlreiche charakteristische Bürgerhäuser aus dem 17. und 18. Jahrhundert erhalten; sie zeigen teilweise den Stil der Spätrenaissance. Das Schloss ist ein von 1531 bis 1574 erbauter stattlicher Herrensitz mit drei polygonalen Türmen.

## Persönlichkeiten
- Ernst-Arved Senft (1844–1903), Bischof der Evangelischen Brüder-Unität
- Edouard Burnier (1906–1990), evangelischer Theologe und Hochschullehrer
- Pierre-Gilles Dubois (1938–2025), Politiker